# Zośka Papużanka
Zośka Papużanka (ur. 1978) – polska pisarka.

## Życiorys
Z wykształcenia teatrolożka, pracuje jako nauczycielka języka polskiego. Za debiutancką powieść Szopka (Świat Książki, Warszawa 2012) była nominowana do Paszportów Polityki 2012 oraz do Nagrody Literackiej Nike 2013. Według opinii zamieszczonych na portalu Culture.pl Szopka to „bez wątpienia najlepszy, najgłośniejszy i najbardziej obiecujący literacki debiut roku”. Za powieść On otrzymała nominację do Ogólnopolskiej Nagrody Literackiej dla Autorki Gryfia 2017. Opowiadania publikowała w „Tygodniku Powszechnym” i w „Radarze”. Recenzje literackie pisała do „Nowych Książek” i „Tygodnika Powszechnego”. Tłumaczenia jej recenzji ukazały się w piśmie „New Eastern Europe”. Członkini Unii Literackiej. Mieszka w Krakowie.

## Twórczość
- Szopka (2012, Świat Książki, powieść)
- On (2016, Znak literanova, powieść)
- Świat dla ciebie zrobiłem (2017, Znak literanova, zbiór opowiadań)
- Józefa 22 (2018, projekt literacki O_KAZ. Literatura o Kazimierzu)[6]
- Przez (2020, Wydawnictwo Marginesy)
- Kąkol (2021, Wydawnictwo Marginesy)
- Pan Parasol (2021, Fundacja Nowoczesna Polska, Biblioteka Wolne Lektury)
- Żaden koniec (2023, Wydawnictwo Marginesy)[7]

## Nagrody
- 2016: Nagroda Krakowska Książka Miesiąca za książkę On[8]
- 2023: Nagroda Krakowa Miasta Literatury UNESCO[9]